# Дивізіон Б Молдови
Дивізіон Б Молдови (рум. Divizia „B”) — змагання з футболу з-поміж клубів третього за силою дивізіону чемпіонату Молдовии, в ході якого визначаються команди, які підвищаться та понизяться в класі. У змаганнях беруть участь 26 команд, які поділені на дві групи: «Північ» і «Південь».

## Переможці
| Сезон     | Чемпіон «Півночі»         | Чемпіон «Півдня»          | Чемпіон «Центру»     |
| --------- | ------------------------- | ------------------------- | -------------------- |
| 2022–23   | «Іскра» (Рибниця)         | «Гагаузія-Огузспорт»      | не проводився        |
| 2021–22   | «Фалешти»                 | «Васені»                  | не проводився        |
| 2020–21   | «Унгені»                  | «Спортінг» (Трестені)     | не проводився        |
| 2019      | «Фалешти»                 | «Олімп» (Комрат)          | «Суклея»             |
| 2018      | «Сперанца» (Дрокія)       | «Спартаній» (Селемет)     | «Тигина»             |
| 2017      | «Флорешти»                | «Спарта» Кишинів)         | «Сірець»             |
| 2016–17   | «Гренічерул»              | «Кагул-2005»              | не проводився        |
| 2015–16   | «Синжерея»                | «Спарта» (Селемет)        | «Богзешть»           |
| 2014–15   | «Спікул» (Кішкерень)      | «Кагул-2005»              | «Унгени»             |
| 2013–14   | «Будей»                   | «Рапід-2-Петрокуб»        | «Сперанца»           |
| 2012–13   | «Ришкани»                 | «Кагул-2005»              | «Яловені»            |
| 2011–12   | «Веріс»                   | «Маяк» (Кірсова)          | «Вікторія» (Бардар)  |
| 2010–11   | «Оргей Стар»              | Саксан                    | «Вікторія» (Бардар)  |
| 2009–10   | «Динамо-Авто» (Тирасполь) | «Яловені»                 | не проводився        |
| 2008–09   | «Костулень»               | «Яловені»                 | не проводився        |
| 2007–08   | «Подіс» (Інести)          | «Яловені»                 | не проводився        |
| 2006–07   | «Локомотив» (Бєльці)      | «Кагул-2005»              | не проводився        |
| 2005–06   | «Ізвораш-67»              | «Тигиня-2»                | не проводився        |
| 2004–05   | «Петрокуб»                | «Фортуна» (Плешени)       | не проводився        |
| 2003–04   | «Яловені»                 | «Олімп» (Томай)           | не проводився        |
| 2002–03   | «Флорень»                 | «Фортуна» (Плешени)       | не проводився        |
| 2001–02   | «Оргеєв»                  | «Політехніка-2» (Кишинів) | не проводився        |
| 2000–01   | «Тигина»                  | «Конгаз»                  | не проводився        |
| 1999–2000 | «Хеппі Енд» (Кам'янка)    | «Тракія» (Траклія)        | не проводився        |
| 1998–99   | «Інтер» (Страшени)        | «Маяк» (Кирсово)          | не проводився        |
| 1997–98   | «Веніта» (Липчани)        | «Шериф-2» (Тирасполь)     | не проводився        |
| 1996–97   | «Кристалул» (Гіндешти)    | «Тирас» (Тирасполь)       | не проводився        |
| 1995–96   | «Рома» (Бєльці)           | «УЛІМ-Тебас» (Кишинів)    | «Синдикат» (Кишинів) |
| 1994–95   | «Олімпія-2» (Бєльці)      | «Зімбру-2» (Кишинів)      | «Слобозя-Маре»       |
| 1993–94   | «Буркурія» (Кишинів)      | «Конструкторул» (Кишинів) | «Вікторія» (Кагул)   |
| Сезон     | Чемпіони                  |                           |                      |
| 1992      | «Думбрава» (Коюшна)       |                           |                      |

## Найкращі бомбардири
| Сезон   | Ім'я                        | Клуб       |
| ------- | --------------------------- | ---------- |
| 2021–22 | Олексій Діордієв (20 голів) | «Стауцени» |

## Виступи по клубах
| Клуб                      | Перемог | Переможні роки                              |
| ------------------------- | ------- | ------------------------------------------- |
| «Яловені»                 | 5       | 2003–04, 2007–08, 2008–09, 2009–10, 2012–13 |
| «Кагул-2005»              | 4       | 2006–07, 2012–13, 2014–15, 2016–17          |
| «Вікторія» (Бардар)       | 2       | 2010–11, 2011–12                            |
| «Маяк» (Кирсово)          | 2       | 1998–99, 2011–12                            |
| «Оргей Стар»              | 2       | 2001–02, 2010–11                            |
| «Фортуна» (Плешани)       | 2       | 2002–03, 2004-05                            |
| «Рапід-2-Петрокуб»        | 2       | 2004–05, 2013-14                            |
| «Тигина»                  | 2       | 2000–01, 2018                               |
| «Фалешти»                 | 2       | 2019, 2021–22                               |
| «Думбрава» (Коюшна)       | 1       | 1992                                        |
| «Букурія» (Кишинів)       | 1       | 1993-94                                     |
| «Конструкторул» (Кишинів) | 1       | 1993-94                                     |
| «Вікторія» (Кагул)        | 1       | 1993-94                                     |
| «Олімпія-2» (Бєльці)      | 1       | 1994-95                                     |
| «Зімбру-2» (Кишинів)      | 1       | 1994-95                                     |
| «Молдова» (Слободзя-Маре) | 1       | 1994-95                                     |
| «Рома» (Бєльці)           | 1       | 1995-96                                     |
| «УЛІМ-Тебас» (Кишинів)    | 1       | 1995-96                                     |
| «Синдикат» (Кишинів)      | 1       | 1995-96                                     |
| «Кристалул» (Гіндешти)    | 1       | 1996-97                                     |
| «Тирас» (Тирасполь)       | 1       | 1996-97                                     |
| «Веніта» (Липчани)        | 1       | 1997-98                                     |
| «Шериф-2» (Тирасполь)     | 1       | 1997-98                                     |
| «Інтер» (Страшени)        | 1       | 1998-99                                     |
| «Хеппі Енд» (Кам'янка)    | 1       | 1999–00                                     |
| «Тракія» (Траклія)        | 1       | 1999–00                                     |
| «Конгаз»                  | 1       | 2000–01                                     |
| «Політехніка-2» (Кишинів) | 1       | 2001–02                                     |
| «Росо» (Флорени)          | 1       | 2002–03                                     |
| «Олімп» (Томай)           | 1       | 2003–04                                     |
| «Ізвораш-67»              | 1       | 2005–06                                     |
| «Тигина-2»                | 1       | 2005–06                                     |
| «Локомотив» (Бєльці)      | 1       | 2006–07                                     |
| «Подіш» (Інешти)          | 1       | 2007–08                                     |
| «Костулень»               | 1       | 2008–09                                     |
| «Динамо-Авто» (Тирасполь) | 1       | 2009–10                                     |
| «Саксан»                  | 1       | 2010–11                                     |
| «Веріс»                   | 1       | 2011–12                                     |
| «Ріщани»                  | 1       | 2012–13                                     |
| «Будей»                   | 1       | 2013–14                                     |
| «Сперанца» (Ніспорени)    | 1       | 2013–14                                     |
| «Унгени»                  | 1       | 2014–15                                     |
| «Спікул» (Кішкерень)      | 1       | 2014–15                                     |
| «Богзешти»                | 1       | 2015–16                                     |
| «Спарта» (Селемет)        | 1       | 2015–16                                     |
| «Синжерея»                | 1       | 2015–16                                     |
| «Гренічерул»              | 1       | 2016–17                                     |
| «Флорешти»                | 1       | 2017                                        |
| «Спарта» (Кишинів)        | 1       | 2017                                        |
| «Сірець»                  | 1       | 2017                                        |
| «Сперанца» (Дрокія)       | 1       | 2018                                        |
| «Спартаній» (Селемет)     | 1       | 2018                                        |
| «Олімп» (Комрат)          | 1       | 2019                                        |
| «Суклея»                  | 1       | 2019                                        |
| «Унгень»                  | 1       | 2020–21                                     |
| «Спортінг» (Трестені)     | 1       | 2020–21                                     |
| «Васені»                  | 1       | 2021–22                                     |
| «Іскра» (Рибниця)         | 1       | 2022–23                                     |
| «Гагаузія-Огузспорт»      | 1       | 2022–23                                     |